# Ґабриелін
Ґабриелін (пол. Gabryelin) — село в Польщі, у гміні Пражмув Пясечинського повіту Мазовецького воєводства.
Населення — 885 осіб (2011).
У 1975-1998 роках село належало до Варшавського воєводства.

## Демографія
Демографічна структура станом на 31 березня 2011 року:
|          | Загалом | Допрацездатний вік | Працездатний вік | Постпрацездатний вік |
| -------- | ------- | ------------------ | ---------------- | -------------------- |
| Чоловіки | 442     | 121                | 293              | 28                   |
| Жінки    | 443     | 96                 | 268              | 79                   |
| Разом    | 885     | 217                | 561              | 107                  |